# Deluxe Motor Car Company
Deluxe Motor Car Company war ein US-amerikanischer Hersteller von Automobilen.

## Unternehmensgeschichte
W. G. Moore gründete 1910 das Unternehmen in Cleveland in Ohio. Im gleichen Jahr stellte er Automobile her, die als Deluxe vermarktet wurden. Der Absatz blieb gering. Während des Ersten Weltkriegs war noch ein Fahrzeug in Kalifornien registriert.
Es gab keine Verbindung zur De Luxe Motor Car Company.

## Fahrzeuge
Das einzige Modell war ein Einspurwagen. Es hatte vorne und hinten jeweils ein Rad für den normalen Fahrbetrieb. Für den Stand konnten zwei Noträder ausgeklappt werden. Verschiedene Ein- und Zweizylindermotoren trieben die Fahrzeuge an. Die Höchstgeschwindigkeit war mit 112 km/h für die Version mit der stärksten Motorisierung angegeben. Gelenkt wurde mit einem Lenkrad.